# Шауэрс, Джозеф
Джозеф Энтони «Джо» Шауэрс (англ. Joseph Anthony "Joe" Schauers; 27 мая 1909, Филадельфия, Пенсильвания — 18 октября 1987, Филадельфия, Пенсильвания) — американский гребец, выступавший за сборную США по академической гребле в начале 1930-х годов. Чемпион летних Олимпийских игр в Лос-Анджелесе в зачёте распашных рулевых двоек.

## Биография
Джозеф Шауэрс родился 27 мая 1909 года в городе Филадельфия, штат Пенсильвания.
Занимался академической греблей в местном филадельфийском клубе Pennsylvania Barge Club.
Наивысшего успеха в гребле на международном уровне добился в сезоне 1932 года, когда вошёл в основной состав американской национальной сборной и благодаря череде удачных выступлений удостоился права защищать честь страны на домашних летних Олимпийских играх в Лос-Анджелесе. Стартовал в зачёте распашных рулевых двоек вместе с Чарльзом Киффером и рулевым Эдвардом Дженнингсом, при этом в данной дисциплине принимали участие только четыре экипажа, и соревнования прошли в один заезд. Шауэрс обошёл всех своих соперников, в том числе более чем на пять секунд опередил ближайших преследователей из Польши, и тем самым завоевал золотую олимпийскую медаль. Бронзовую медаль выиграл пришедший третьим экипаж из Франции, тогда как четвёртое место заняла команда Бразилии.
После лос-анджелесской Олимпиады Джозеф Шауэрс больше не показывал сколько-нибудь значимых результатов в академической гребле на международной арене.
Умер 18 октября 1987 года в Филадельфии в возрасте 78 лет.